# Naâma (tỉnh)
Naâma (tiếng Ả Rập: ولاية النعامة ) là một tỉnh của Algérie được đặt tên theo tỉnh lỵ Naâma, giáp biên giới với vùng Oriental của Maroc. Tỉnh này có 1 sân bay ở Mécheria.

## Các đơn vị hành chính
Tỉnh này gồm 7 huyện và 38 đô thị. Các huyện bao gồm:
- Moghrar
- Aïn Séfra
- Mekmen Ben Amar
- Mécheria
- Đô thị cấp huyện: Naâma, Sfissifa, Asla